# Obesidade
Obesidade é uma condição médica em que se verifica acumulação excessiva de tecido adiposo ao ponto de poder ter impacto negativo na saúde. Uma pessoa é considerada obesa quando o seu índice de massa corporal (IMC) é superior a 30 kg/m2, e com excesso de peso quando o seu IMC é superior a 25–30 kg/m2. O IMC é calculado dividindo o peso da pessoa pelo quadrado da sua altura. A obesidade aumenta a probabilidade de ocorrência de várias doenças, em particular de doenças cardiovasculares, diabetes do tipo 2, apneia do sono obstrutiva, alguns tipos de cancro, osteoartrite, e depressão.
A causa mais comum de obesidade é uma combinação de dieta hiperenergética, falta de exercício físico e suscetibilidade genética. Alguns casos são causados por genes, doenças endócrinas, medicamentos ou perturbações mentais. Não há evidências que apoiem um metabolismo lento como causa de obesidade em pessoas obesas que comem pouco. Em média, as pessoas obesas consomem mais energia do que as restantes, uma vez que quanto maior a massa corporal, maior a necessidade de energia.
A prevenção da obesidade consiste em alterações sociais e escolhas pessoais. O tratamento da obesidade baseia-se na dieta e no exercício físico. A qualidade da dieta pode ser melhorada reduzindo o consumo de alimentos ricos em energia, tais como os que têm grande quantidade de gordura e açúcar, e aumentando a ingestão de fibra dietética. Para acompanhar a dieta adequada pode ser administrada medicação anti-obesidade para reduzir o apetite ou diminuir a absorção de gordura pelo corpo. Quando a dieta, o exercício e a medicação não demonstram ser eficazes, pode ser considerada a aplicação de uma banda gástrica ou uma cirurgia bariátrica para reduzir o volume do estômago ou o comprimento do intestino, o que faz com que a pessoa se sinta cheia mais cedo e que haja menor capacidade de absorção de nutrientes dos alimentos.
A obesidade é uma das principais causas de morte evitáveis em todo o mundo, com taxas de prevalência cada vez maiores em adultos e crianças. Em 2015, 600 milhões de adultos (12% do total) e 100 milhões de crianças eram obesas. A obesidade é mais comum entre mulheres do que entre homens. As autoridades de saúde consideram a obesidade um dos mais graves problemas de saúde pública do século XXI. Em grande parte do mundo contemporâneo, particularmente na sociedade ocidental, a obesidade é alvo de estigma social, embora ao longo da História tenha sido vista como símbolo de riqueza e fertilidade, perspectiva que ainda se mantém em algumas partes do mundo.

## Classificação
| IMC (kg/m2) | Classificação        | Risco de comorbidades                 |
| ----------- | -------------------- | ------------------------------------- |
| <18,50      | baixo peso           | baixo (mas risco de outros problemas) |
| 18,50–24,99 | variação normal      | médio                                 |
| 25,00–29,99 | pré-obesidade        | aumentado                             |
| 30,00–34,99 | obesidade classe I   | moderado                              |
| 35,00–39,99 | obesidade classe II  | grave                                 |
| ≥40,00      | obesidade classe III | muito grave                           |

A obesidade é uma condição médica na qual se verifica acumulação de tecido adiposo em excesso ao ponto de poder ter impacto negativo na saúde. É definida em função do índice de massa corporal (IMC) e avaliada em termos de distribuição de gordura pelo índice de cintura e quadris e pelos factores de risco cardiovascular. O IMC está intimamente relacionado com a taxa de gordura corporal e a quantidade total de gordura no corpo.
Calcula-se o IMC dividindo o peso do indivíduo pelo quadrado da sua altura, através da seguinte forma:
{\displaystyle \mathrm {IMC} ={\frac {m}{h^{2}}}}
em que m corresponde ao peso da pessoa em quilogramas, e h corresponde à altura em metros. O IMC é geralmente expresso em quilogramas por metro quadrado.

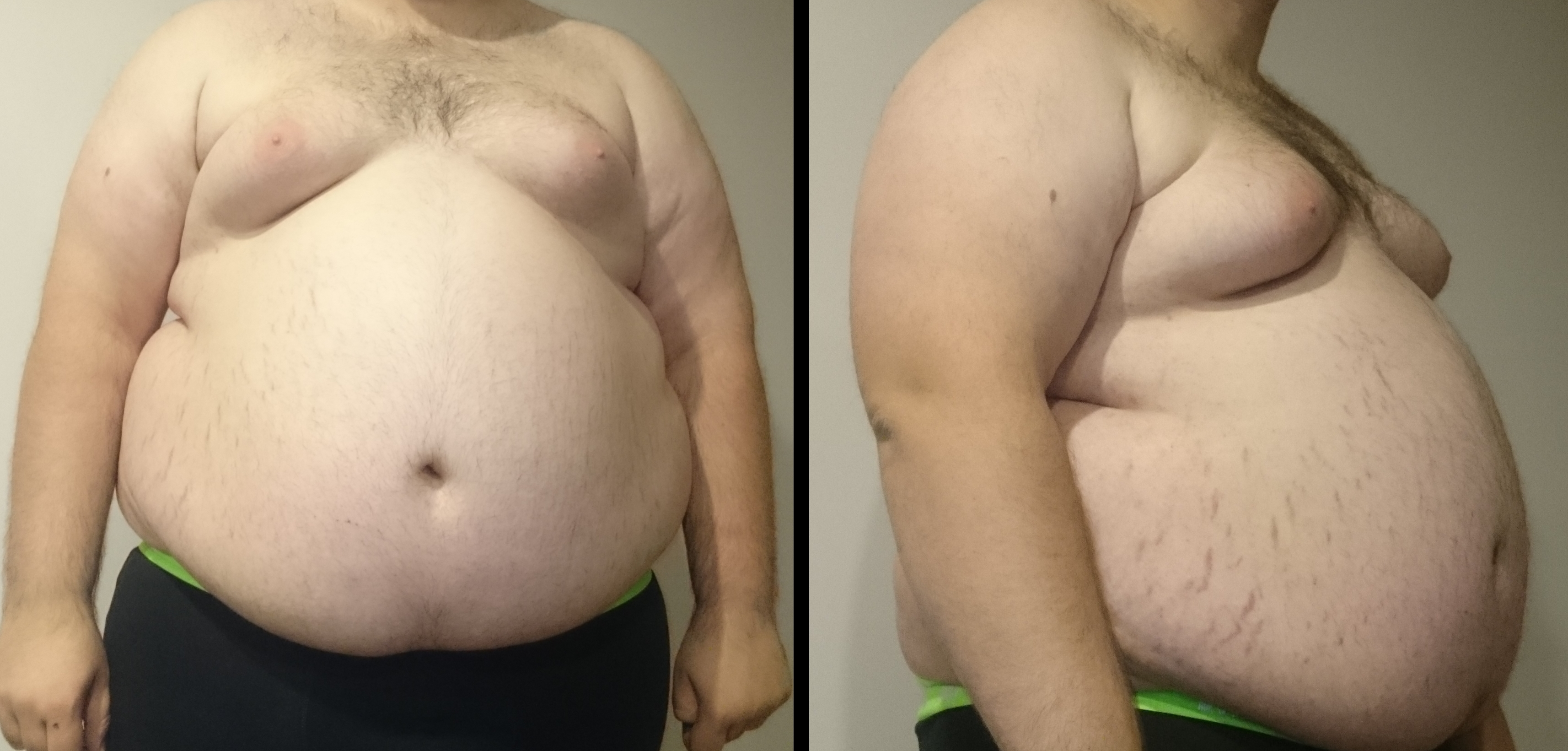
Homem com 146 kg de peso e 1,77 m de altura. Dividindo o peso (146) pelo quadrado da altura (3,1329), determina-se que esta pessoa tem um índice de massa corporal (IMC) de 47 kg/m^{2}, o que a classifica como obesa.

As definições mais amplamente usadas a nível mundial e em vigor nos países lusófonos, definidas pela Organização Mundial de Saúde (OMS) em 1997 e publicadas em 2000, indicam os valores de referência na tabela à direita. No entanto, alguns países asiáticos redefiniram os valores de obesidade da OMS, uma vez que as populações asiáticas desenvolvem consequências de saúde negativas a um IMC menor do que os caucasianos. Por exemplo, o Japão define obesidade como qualquer IMC superior a 25 kg/m2, enquanto que a China usa um IMC superior a 28 kg/m2.
Algumas entidades de saúde também realizam alterações à definição da OMS. Por exemplo, a literatura cirúrgica divide a obesidade de classe III em mais categorias, cujos valores precisos ainda se encontram em discussão.

### Em crianças e adolescentes
Em crianças, o peso considerado saudável varia em função da idade e do sexo. A obesidade em crianças e adolescentes não é definida em função de um número absoluto, mas sim por um percentil. Assim, uma criança com idade superior a dois anos é considerada obesa quando o seu IMC é igual ou superior ao percentil 95 para o seu sexo e idade. Da mesma forma, considera-se que uma criança tem excesso de peso (pré-obesidade) quando o seu IMC está entre o percentil 85 e 95. Os dados de referência nos quais estes percentis se baseiam correspondem ao período entre 1963 e 1994, os quais não foram afetados pelo aumento recente da média de peso.

## Efeitos na saúde
O excesso de massa corporal está associado a várias doenças, em particular doenças cardiovasculares, diabetes do tipo 2, apneia do sono, alguns tipos de cancro, osteoartrite e asma Em consequência destes factores, determina-se que a obesidade contribui para a diminuição da esperança de vida.

### Mortalidade
A obesidade é uma das principais causas de morte evitáveis em todo o mundo.. Em cada ano, morrem 3,4 milhões de adultos em consequência da obesidade ou do sobrepeso. A doença está também na origem de 44% dos casos de diabetes, 23% dos casos de doença arterial coronariana e entre 7 e 41% de determinados tipos de cancro. Na Europa, 7,7% das mortes (cerca de um milhão de pessoas) são atribuídas ao excesso de peso. Em média, a obesidade reduz a esperança de vida entre seis a sete anos. Um IMC entre 30 e 35 kg/m2 reduz a esperança de vida entre dois e quatro anos, enquanto que a obesidade grave (IMC > 40 kg/m2) reduz a esperança de vida em dez anos.
O risco de mortalidade é menor no intervalo de IMC de 20-25 kg/m2 em não fumadores, e 24–27 kg/m2 em fumadores. Existe uma associação entre valores de IMC superiores a 32 kg/m2 e a duplicação da taxa de mortalidade entre mulheres, ao longo de um período de 16 anos.

### Comorbilidades
A obesidade aumenta o risco de diversas complicações físicas e psicológicas. Estas comorbidades estão frequentemente integradas numa condição denominada síndrome metabólica, um conjunto de transtornos clínicos que engloba: diabetes mellitus tipo 2, pressão arterial elevada, colesterol elevado e níveis elevados de triglicerídeos. As complicações podem ser causadas diretamente pela obesidade ou de forma indireta, através de mecanismos com causas em comum, como por exemplo uma dieta desequilibrada ou um estilo de vida sedentário. A intensidade da relação entre a obesidade e complicações específicas é variável. Uma das mais fortes é a ligação com a diabetes do tipo II. O excesso de gordura corporal está na origem de 64% dos casos de diabetes em homens e 77% dos casos em mulheres.
As consequências da obesidade a nível da saúde podem ser classificadas em duas categorias genéricas: as que podem ser atribuídas aos efeitos do aumento da massa adiposa (como a osteoartrite, a apneia de sono ou o estigma social) e as que podem ser atribuídas ao aumento do número e do volume de células adiposas, como a diabetes, cancro, doenças cardiovasculares ou a doença hepática gordurosa não alcoólica. O aumento de gordura corporal altera a reação do corpo à insulina, o que pode provocar resistência à insulina, e também cria um estado pró-inflamatório e pró-trombótico.

## Causas
A nível individual, pensa-se que maior parte dos casos de obesidade se deva a uma conjugação da ingestão de alimentos energéticos em excesso com a ausência de exercício físico. Uma percentagem pequena de casos deve-se principalmente a condições genéticas, transtornos psiquiátricos ou razões médicas em geral. Por outro lado, o aumento generalizado da prevalência de obesidade na sociedade deve-se à facilidade no acesso à dieta hiperenergética, ao aumento da dependência de transportes automóveis e à mecanização do trabalho.

### Dieta

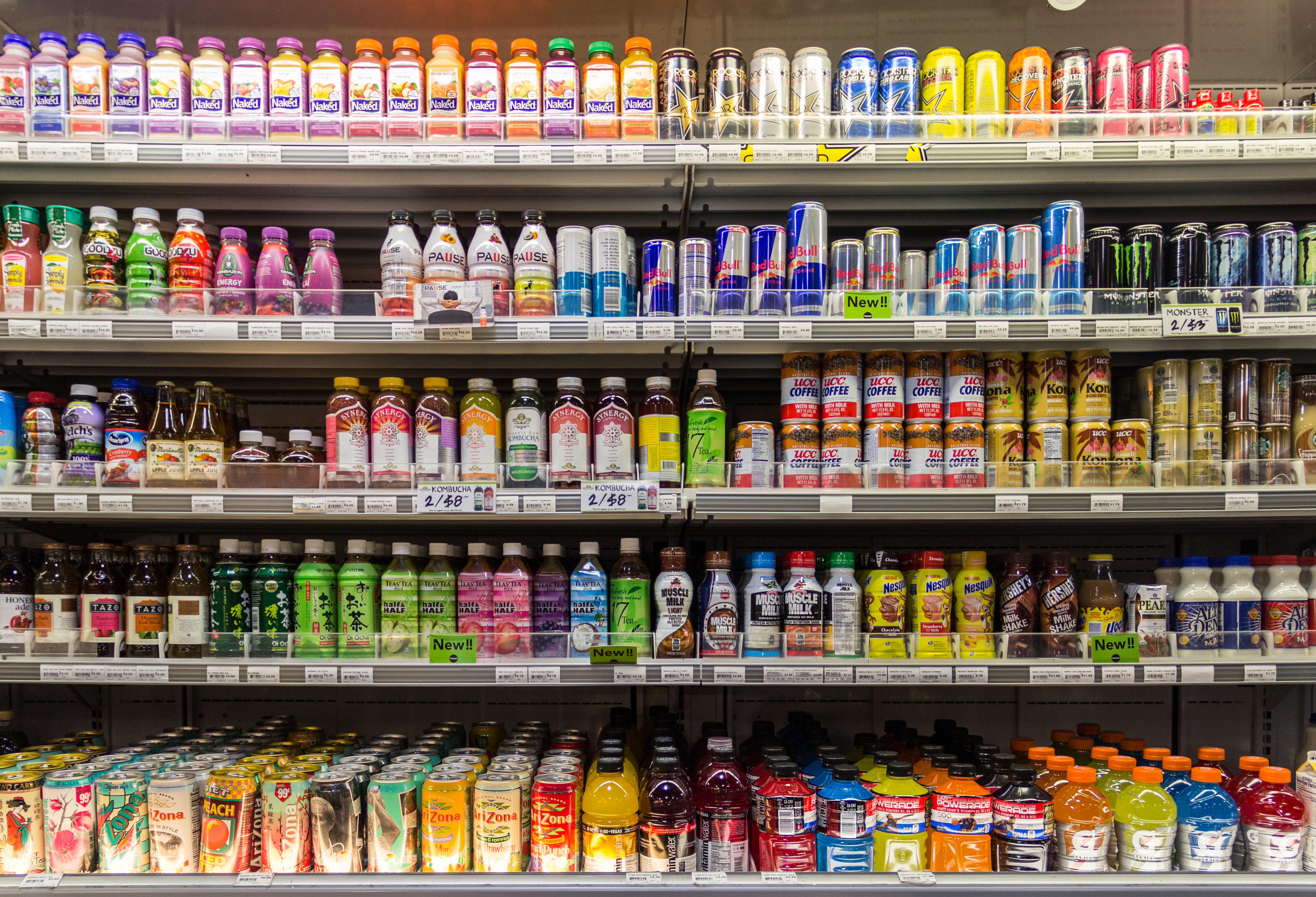
A maior parte da energia consumida em excesso tem origem no consumo de hidratos de carbono, e não de gordura. As principais fontes destes hidratos de carbono em excesso são bebidas açucaradas e fast-food.

Existe uma relação entre o consumo de energia total e a obesidade.
A maior parte da energia consumida em excesso tem origem no aumento do consumo de hidratos de carbono, e não no consumo de gordura. As principais fontes destes hidratos de carbono em excesso são as bebidas açucaradas e as batatas fritas, e acredita-se que o seu consumo excessivo esteja a contribuir para o aumento dos índices de obesidade. À medida que as sociedades se tornam cada vez mais consumidoras de dietas hipercalóricas, fast-food e refeições de grandes porções, a ligação entre o consumo de fast-food e a obesidade torna-se mais evidente.
A disponibilidade de energia dietética per capita varia de forma acentuada entre diferentes regiões e países, e foi-se alterando de forma significativa ao longo do tempo. Entre o início da década de 1970 e o fim da década de 1990, a energia alimentar disponível por pessoa e por dia (a quantidade de alimentos comprados) aumentou em todas as partes do mundo, exceto na Europa do Leste. A maior disponibilidade encontra-se nos Estados Unidos, com 3654 cal por pessoa em 1996, valor que aumentou para 3754 Cal em 2003. Em finais da década de 1990, os europeus tinham disponíveis em média 3394 Cal por pessoa, enquanto que nas regiões em desenvolvimento da Ásia a disponibilidade era de 2648 por pessoa e na África subsariana de 2176 Cal por pessoa. Apesar de estarem disponíveis recomendações de nutrição em diversos países, continuam a existir problemas derivados da ingestão excessiva de alimentos e de escolhas dietéticas pouco saudáveis.
| sem dados <1600 (<6700) 1600–1800 (6700–7500) 1800–2000 (7500–8400) 2000–2200 (8400–9200) 2200–2400 (9200–10000) 2400–2600 (10000–10900) | 2600–2,800 (10900–11700) 2800–3,000 (11700–12600) 3000–3,200 (12600–13400) 3200–3,400 (13400–14200) 3400–3,600 (14200–15100) >3600 (>15100) |

As políticas a as técnicas agrícolas introduzidas na Europa e na América do Norte no pós-guerra proporcionaram a descida acentuada do preço dos alimentos. Entre estas políticas estão os subsídios à produção agrícola, como os que são provenientes da Política Agrícola Comum. No entanto, grande parte dos subsídios destinou-se à produção de milho, soja, trigo e arroz, o que fez com que estes alimentos se tornassem as principais fontes de comida processada. Assim, apesar dos custos de produção e tecnologia envolvidos, a comida processada com base neste alimentos tornou-se mais barata do que a própria fruta ou os vegetais. No fim da década de 2000, começou-se a questionar e a discutir a distribuição de subsídios agrícolas no sentido de melhor adequá-los às necessidades dietéticas, promovendo o cultivo de frutas e vegetais.

### Estilo de vida sedentário
O estilo de vida sedentário desempenha um papel significativo na obesidade. A OMS sugere que entre a população mundial verifica-se um declínio das atividades recreativas ativas e que, atualmente, cerca de 30% da população mundial não realiza exercício físico suficiente. Isto deve-se à tendência de evolução para condições de trabalho que exigem cada vez menos esforço físico, ao aumento da utilização de transportes mecanizados e à maior prevalência de tecnologia residencial. No caso das crianças, o declínio na quantidade de atividade física deve-se também à diminuição na quantidade de percursos feitos a pé e à inexistência de educação física.
Tanto em adultos quanto em crianças existe uma correlação entre o tempo passado em frente à televisão e o risco de obesidade. Um estudo de revisão constatou que 63 entre 73 estudos (86%) demonstraram existir um aumento da taxa de obesos em função do aumento da exposição aos meios de comunicação, no qual a taxa aumenta de forma proporcional ao tempo de visualização.

### Genética

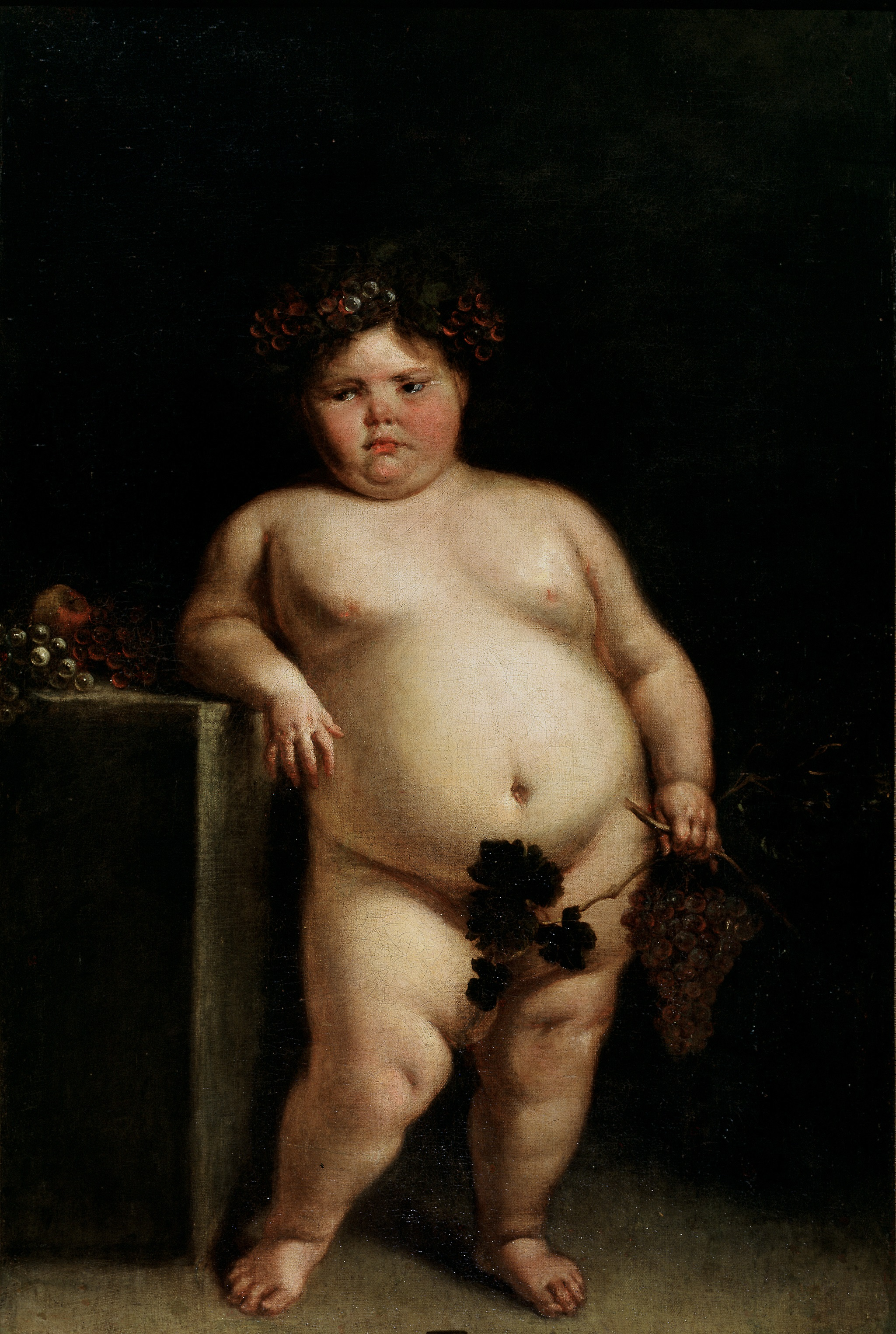
Pintura do século XVII que retrata uma jovem que se supõe ter síndrome de Prader-Willi

Tal como muitas outras condições médicas, a obesidade é o resultado da interação entre fatores genéticos e ambientais. Perante fatores ambientais idênticos, o risco de obesidade é maior nas pessoas com predisposição genética para a doença. Esta predisposição genética tem origem nos polimorfismos de vários genes que controlam o apetite e o metabolismo. Existem mais de 40 sítios do genoma humano que estão associados ao desenvolvimento de obesidade quando existe comida em quantidade suficiente.
As pessoas com duas cópias do gene FTO pesam em média 3 a 4 quilos a mais e apresentam um risco 1,67 vezes superior de obesidade, em comparação com a restante população. A percentagem de obesidade que pode ser atribuída a factores genéticos varia entre 6 e 85%, dependendo da população examinada. Verifica-se que 7% das pessoas com obesidade grave precoce (obesidade antes dos 10 anos de idade e com IMC três vezes superior ao normal) possuem mutação pontual no ADN. Cerca de 80% dos filhos de dois progenitores obesos são também obesos, valor que contrasta com os menos de 10% entre os filhos de pais com peso normal. A obesidade é também uma das principais características de diversas síndromes genéticas, como a síndrome de Prader-Willi ou a síndrome de Bardet-Biedl.

### Determinantes sociais

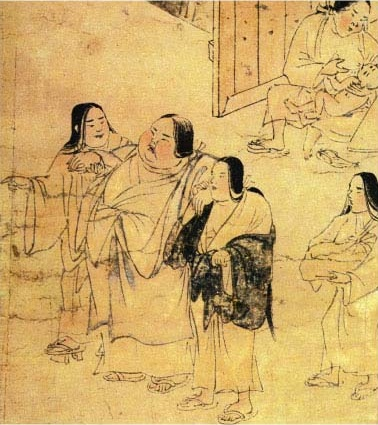
Ilustração do papiro das doenças (Yamai no soshi, fim do século XII, na qual se vê uma banqueira com obesidade, considerada uma doença da classe abastada

Embora a influência genética seja importante para compreender a obesidade, ela por si só não explica o aumento dramático da incidência em determinados países ou em escala global. Existem diversas atitudes sociais que aparentam aumentar o risco de obesidade, como o stress, a discriminação, a classe socioeconómica, o tabagismo, o número de filhos e a urbanização.
A correlação entre a classe social e o IMC varia consoante a região do mundo. Em países desenvolvidos, o grupo com menor probabilidade de obesidade são as mulheres das classes superiores. Por outro lado, nos países em desenvolvimento os homens, mulheres e crianças das classes sociais superiores são os que apresentam as maiores taxas de obesidade. No entanto, devido aos efeitos da globalização, as diferenças têm-se vindo a atenuar. Em países desenvolvidos, o número de adultos obesos e crianças com sobrepeso está correlacionado com a desigualdade económica. Têm sido propostas diversas explicações para a relação entre o IMC e a classe social: em países desenvolvidos, as pessoas com maior poder de compra têm a possibilidade de escolher alimentação mais equilibrada e saudável, estão sob maior pressão social para manterem o peso ideal e têm a possibilidade de praticar programas de fitness; em países em vias de desenvolvimento, o padrão observado pode ser explicado pela diferença no acesso à alimentação, pela grande quantidade de energia dispendida no trabalho físico e por valores culturais que favorecem um corpo maior.
Fumar tem um efeito assinalável no peso individual. As pessoas que desistem de fumar aumentam em média entre 4,4 kg (homens) e 5,0 kg (mulheres) nos dez anos seguintes. No entanto, a diminuição do número de fumadores tem tido pouco efeito nas taxas de obesidade entre a população.
Na sociedade ocidental, o número de filhos tem também uma correlação com o aumento do risco de obesidade. O risco de uma mulher aumenta 7% por cada filho, enquanto o de um homem aumenta 4%. Isto pode ser explicado em parte pelo facto de que ter crianças dependentes diminui a atividade física dos pais. Nos países em desenvolvimento, a urbanização também desempenha um papel no aumento das taxas de obesidade. Por exemplo, na China a taxa nacional de obesidade é inferior a 5%, enquanto que nalgumas cidades é superior a 20%.

### Outras doenças
Algumas doenças físicas e mentais, e os fármacos usados no seu tratamento, podem aumentar o risco de obesidade. Entre as doenças que aumentam o risco de obesidade estão diversas síndromes genéticas raras e algumas condições congénitas ou adquiridas, como o hipotiroidismo, síndrome de Cushing ou deficiência de hormona do crescimento, e transtornos alimentares, como o transtorno da compulsão alimentar periódica. No entanto, a obesidade não é considerada nem classificada como transtorno psiquiátrico. O risco de sobrepeso e obesidade é maior em pessoas com transtornos psiquiátricos.
A desnutrição durante os primeiros anos de vida também aparenta desempenhar um papel no aumento da taxa de obesidade nos países em desenvolvimento. As alterações endócrinas que ocorrem durante períodos de desnutrição podem promover o armazenamento de gordura a partir do momento em que a comida esteja outra vez disponível. Diversos estudos confirmam também que a obesidade está também associada a défices cognitivos.

### Fármacos
Alguns medicamentos podem provocar aumento de peso ou alterações na composição do corpo, como a insulina, sulfonilureias, tiazolidinedionas, antipsicóticos atípicos, antidepressivos, glicocorticoides, alguns anticonvulsivos (fenitoína e valproato), pizotifeno e algumas formas de contraceção hormonal.

### Agentes infecciosos
Tem-se verificado que a flora intestinal difere entre pessoas magras e obesas, havendo uma indicação de que a flora pode afetar o potencial metabólico. Acredita-se que esta alteração no potencial metabólico faz com que o organismo tenha maior capacidade de recolher energia, contribuindo assim para a obesidade. No entanto, ainda não foi demonstrado de forma inequívoca se estas diferenças são causa ou consequência da obesidade. Verificou-se também uma associação entre vírus e obesidade em seres humanos e diversas outras espécies. No entanto, ainda está por determinar a contribuição desta associação para o aumento da taxa de obesidade.

## Fisiopatologia
Existem diversos mecanismos fisiopatológicos envolvidos no desenvolvimento e manutenção da obesidade e que participam na regulação do apetite e na ingestão de comida, no padrão de armazenagem do tecido adiposo e no desenvolvimento de resistência à insulina. Desde a descoberta da leptina, foram estudados diversos outros mediadores, como a grelina, insulina, orexina, colecistocinina e a adiponectina. As adipocinas são mediadores produzidos pelo tecido adiposo e supõe-se que sua acção modifique diversas doenças relacionadas à obesidade.
A leptina e a grelina são complementares ao nível da regulação do apetite. A grelina produzida pelo estômago regula o apetite a curto prazo, fazendo com que a pessoa sinta fome quando o estômago está vazio e indicando o momento em que o estômago está cheio. A leptina é produzida pelo tecido adiposo para sinalizar as reservas de gordura no corpo e mediar a regulação do apetite a longo prazo; isto é, comer mais quando as reservas são poucas, e pouco quando as reservas são muitas. Embora a administração de leptina possa ser eficaz num pequeno subgrupo de indivíduos obesos com deficiência de leptina, pensa-se que a maior parte seja resistente à leptina, apresentando inclusive níveis elevados da hormona, o que explica a ineficácia da administração de leptina para suprimir o apetite em grande parte da população.

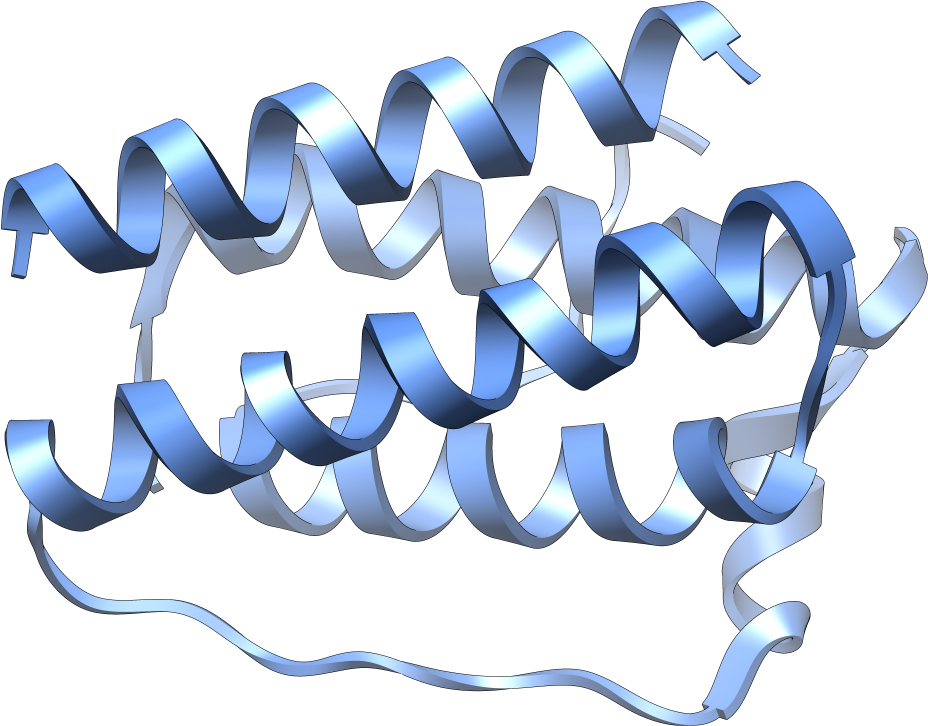
Representação gráfica de uma molécula de leptina.

Embora a leptina e a relina sejam produzidas perifericamente, elas regulam o apetite através de ações no sistema nervoso central. As diversas hormonas reguladoras do apetite atuam no hipotálamo, uma região do cérebro onde está concentrada a regulação da ingestão de alimentos e a gestão de energia. Existem diversos circuitos no hipotálamo que contribuem para a sua função reguladora do apetite, dos quais o sistema das melanocortinas é o mais bem compreendido. O circuito tem início no núcleo arqueado, uma região do hipotálamo com ligações ao hipotálamo lateral e ao hipotálamo ventromedial, os centros responsáveis pela alimentação e sacieção, respetivamente.
O núcleo arqueado contém dois grupos distintos de neurónios. O primeiro grupo coexpressa o neuropeptídeo Y (NPY) e o peptídeo Agouti (AgRP), ao mesmo tempo que estimula o hipotálamo lateral e inibe o hipotálamo ventromedial. O segundo grupo coexpressa pró-opiomelanocortina (POMC) e transcrito regulado por cocaína (CART), estimula o hipotálamo ventromedial e inibe o hipotálamo lateral. Desta forma, os neurónios NPY/AgRP estimulam a alimentação e inibem a saciação, enquanto que os neurónios POMC/CART estimulam a saciação e inibem a alimentação. Ambos os grupos do núcleo arqueado são regulados em parte pela leptina. A leptina inibe o grupo NPY/AgRP e estimula o grupo POMC/CART. Assim, a presença de uma deficiência na sinalização de leptina, causada tanto por insuficiência de leptina como por resistência à leptina, provoca sobrealimentação e pode ser responsável por algumas das formas genéticas e adquiridas de obesidade.

## Tratamento

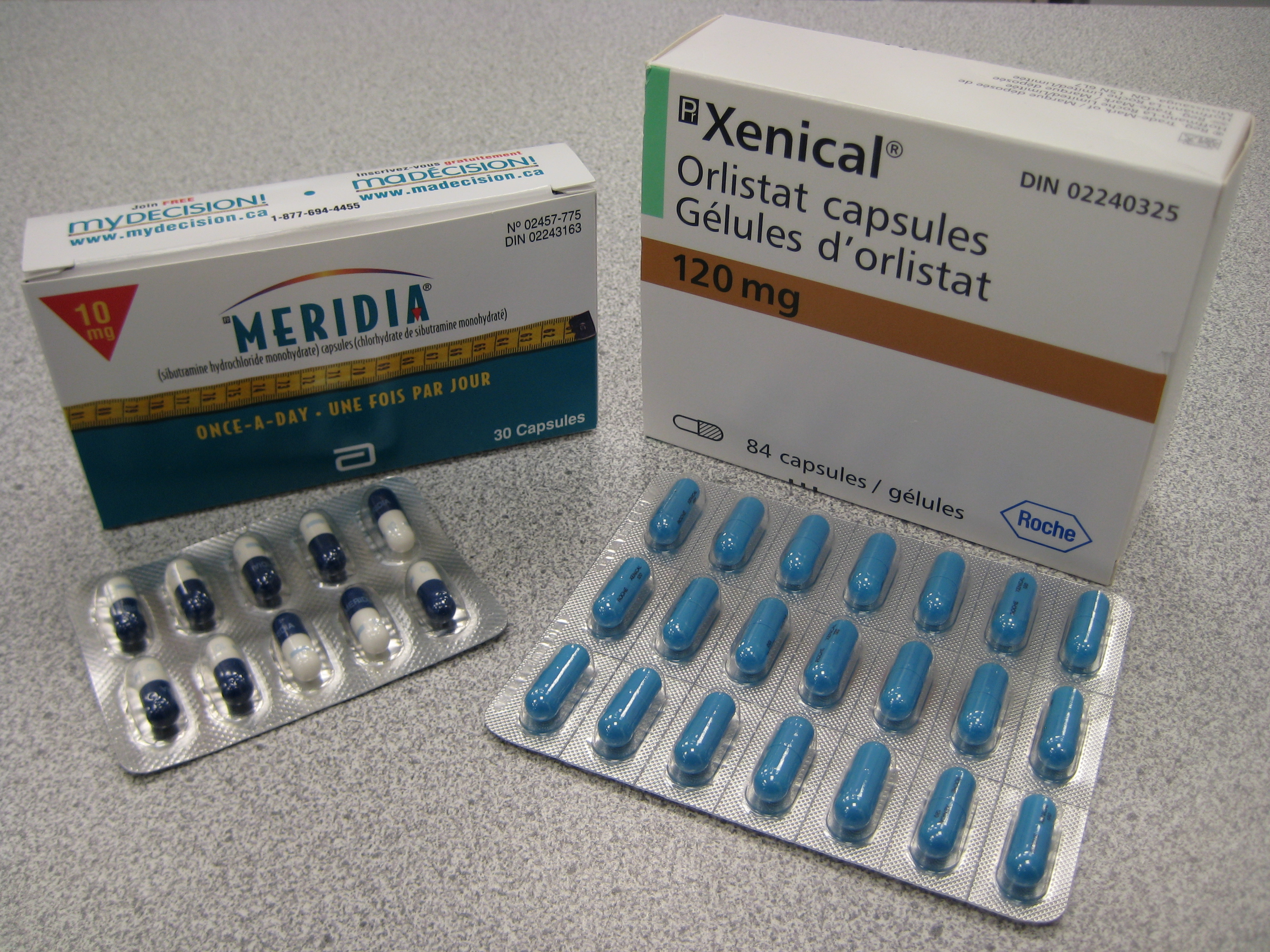
À direita, uma embalagem de orlistate, o fármaco mais comum no tratamento de obesidade e, à esquerda, sibutramina um medicamento retirado do mercado devido aos efeitos secundários a nível cardiovascular.

O principal tratamento para a obesidade é uma dieta apropriada e exercício físico. Os programas dietéticos proporcionam redução de peso a curto prazo, embora manter o peso pretendido seja difícil, pelo que geralmente essa redução necessita de ser acompanhada por alterações permanentes no estilo de vida da pessoa, como exercício físico regular e uma dieta menos calórica. A taxa de sucesso da manutenção a longo prazo da redução de peso com alterações no estilo de vida é de cerca de 20%. As alterações na dieta e no estilo de vida são eficazes na limitação do ganho de peso durante a gravidez e têm impacto positivo na saúde da mãe e da criança.
Estão disponíveis alguns fármacos para o tratamento de obesidade. Os mais comuns são o orlistato, a lorcaserina e a associação fentermina/topiramato. No entanto, a aprovação ou não de cada substância pode diferir bastante entre países. Embora o uso de lorcaserina tenha sido aprovado pela Food and Drug Administration (FDA) norte-americana, o medicamento não foi aprovado pela Agência Europeia do Medicamento. A perda de peso com o orlistato é modesta, em média 2,9 kg entre 1 e 4 anos. O seu uso está associado a taxas elevadas de efeitos adversos gastrointestinais e têm sido levantadas preocupações acerca dos efeitos negativos nos rins. Os outros dois fármacos estão disponíveis nos Estados Unidos, mas não na Europa. A lorcaserina proporciona uma perda de peso média de 3,1 kg superior ao placebo ao longo de um ano. No entanto, pode aumentar os problemas relacionados com as válvulas do coração. A associação fenternina/topiramato apresenta alguma eficácia, embora possa estar associado a problemas no coração. Não existe ainda informação sobre a forma como estes fármacos afetam complicações a longo prazo da obesidade, tais como doenças cardiovasculares ou morte. A FDA e Agência Europeia do Medicamento aprovaram o uso de semaglutida, um composto semelhante ao hormônio GLP-1, para o tratamento de obesidade.
O tratamento mais eficaz para a obesidade é a cirurgia bariátrica, ou cirurgia de redução do estômago. O tratamento cirúrgico da obesidade está associado à perda de peso a longo prazo e à melhoria nas condições médicas relacionadas. Verificou-se num estudo uma perda de peso entre 14 e 25% ao longo de dez anos, dependendo do tipo de cirurgia, e uma redução de 29% na mortalidade, em comparação com as medidas convencionais para perder peso. No entanto, ocorrem complicações em 17% dos casos e em 7% é necessária uma segunda intervenção cirúrgica. Devido ao seu custo e riscos associados, atualmente procuram-se novos tratamentos eficazes, mas menos invasivos.

## Epidemiologia
| <5% 5–10% 10–15% | 15–20% 20–25% 25–30% | 30–35% 35–40% 40–45% | 45–50% 50–55% >55% |

Antes do século XX a obesidade era rara. No entanto, em 1997 a OMS reconheceu formalmente a obesidade enquanto epidemia à escala global. Em 2008, a OMS estimou 500 milhões de adultos (10%) eram obesos e que a prevalência da doença era maior entre as mulheres. A incidência de obesidade também aumenta em função da idade até aproximadamente aos 50-60 anos. Em alguns países desenvolvidos o crescimento da obesidade grave é maior do que o crescimento da obesidade no geral.
Anteriormente considerada um problema restrito aos países industrializados, atualmente verifica-se que o aumento da obesidade se dá à escala global, afetando tanto os países desenvolvidos como os países em vias de desenvolvimento. Este aumento verifica-se de forma mais acentuada em contexto urbano, e a única região do mundo onde não é um problema comum é na África subsariana.
Uma pesquisa, realizada por mais de mil cientistas, analisou o peso e a altura de mais de 112 milhões de pessoas, em praticamente todos os países, entre 1985 e 2017. Os resultados mostram que o índice de massa corporal aumentou uma quantidade equivalente a que cada pessoa tenha engordado cerca de seis quilos. Mais de 55% desse aumento deve-se ao sobrepeso e à obesidade nas áreas rurais. Em alguns países pobres ou de qualidade de vida média, a percentagem chega a 80%.

### Portugal
Em Portugal, a prevalência de pré-obesidade é de cerca de 34%, enquanto a prevalência de obesidade de 12%. Cerca de metade da população portuguesa não pratica qualquer atividade física regular, o que tem vindo a contribuir para o aumento acentuado da obesidade no país. A percentagem de sobrepeso é maior entre sexo masculino. Entre a população com idade superior a 55 anos, a prevalência de obesidade é 7,2 vezes superior à média. A maior prevalência de pré-obesidade regista-se no interior norte e centro, enquanto que a maior prevalência de obesidade se regista no Alentejo e em Setúbal. Verifica-se também que a prevalência de obesidade é maior em meio urbano do que em meio rural, e que diminui em função do grau de instrução dos pais. Segundo dados de 2004, 44,1% dos homens adultos apresentavam diagnóstico sobrepeso (IMC 25-29,9) e 14,5% apresentavam diagnóstico de obesidade (IMC ≥30). Entre as mulheres adultas, 31,9% apresentavam diagnóstico de sobrepeso e 14,6% diagnóstico de obesidade. Nas crianças dos 7 aos 9 anos de idade, a prevalência da obesidade e da pré-obesidade é de 31,56%, sendo a prevalência maior em crianças do sexo feminino. Em 2009-2010, Portugal apresentava a segunda maior taxa de sobrepeso entre adolescentes europeus (32%).

### Brasil
No Brasil, segundo dados de 2008–2009, cerca de metade da população apresenta diagnóstico de sobrepeso. Verificou-se diagnóstico de obesidade em 12,5% dos homens e 16,9% das mulheres com mais de 20 anos, 4,0% dos homens e 5,9% das mulheres entre 10 e 19 anos e 16,6% das crianças do sexo masculino e 11,8% das crianças do sexo feminino entre 5 a 9 anos. Em homens, o excesso de peso e obesidade são mais prevalentes nas Regiões Sudeste, Sul e Centro-Oeste do que nas Regiões Norte e Nordeste, enquanto que nas mulheres a prevalência é maior na região Sul, embora de forma menos acentuada. O excesso de peso é maior em áreas urbanas em relação a áreas rurais. A prevalência de sobrepeso e obesidade no Brasil tem vindo a aumentar, particularmente a partir do final da década de 1990. Em 1974–1975, a prevalência média de sobrepeso em adultos do sexo masculino foi de 18,5%, enquanto que em 2008-2009 foi de 50,1%. Em mulheres adultas, a prevalência aumentou de 28,7% para 48%, respetivamente. Nas crianças entre os 5 e os 9 anos, o aumento é ainda mais acentuado. Em 1974-75, no sexo masculino a prevalência de sobrepeso foi de 10,9% e a prevalência de obesidade de 2,9%, em contraste com 34,8% de sobrepeso e 16,6% de obesidade em 2008-2009. No sexo feminino, a prevalência de sobrepeso aumentou de 8,6% para 32% e a prevalência de obesidade de 1,8% para 11,8%. Em 2008, apenas 10,2% dos brasileiros com 14 anos ou mais de idade praticava exercício físico regularmente. Entre 1970 e 2008, a percentagem da população envolvida no setor agrícola, que é aquele que possibilita maior gasto energético, diminuiu de 44% para 17,4%.

### PALOP
Dados de alguns PALOP
- A Guiné-Bissau apresenta a taxa de obesidade mais elevada da África subsariana em ambos os sexos, tanto em adultos como em crianças. Entre os adultos, a taxa é de 16,8% nos homens e 24,2% nas mulheres e entre as crianças a taxa é de 8,1% no sexo masculino e 8,3% no sexo masculino. O país apresenta ainda taxas muito elevadas de sobrepeso (44% nos homens, 47,8% nas mulheres, 15,8% em crianças do sexo masculino e 20,4% no sexo feminino. Em Angola a taxa de obesidade engloba 12% dos homens, 18,7% das mulheres, 5,7% das crianças do sexo masculino e 6% do sexo feminino. No mesmo país, verifica-se sobrepeso em 42,9% dos homens, 49,1% das mulheres, 15,5% dos rapazes e 20,9% das raparigas.
- Em Moçambique, a taxa de sobrepeso afeta 14,1% dos homens, 26,5% das mulheres, 12,3% dos rapazes e 14,4% das raparigas.[carece de fontes?]
- Em São Tomé e Príncipe 30,6% dos homens, 45,7% das mulheres, 12,3% dos rapazes e 18,9% das raparigas apresentam sobrepeso. Em Cabo Verde, o sobrepeso afeta 31,8% dos homens, 44% das mulheres, 11,5% dos rapazes e 18,3% das raparigas.[130][131]

## Investigação
Em agosto de 2015, investigadores da Universidade de Harvard e do MIT descobriram que o gene FTO ativa dois outros genes que impedem a gordura de ser queimada na forma de calor - um processo chamado termogénese. Demonstraram também que é possível desativar estes genes através de uma técnica inovadora (CRISPR) que recorta código de ADN com erros e o substitui pela sequência correta.

## História

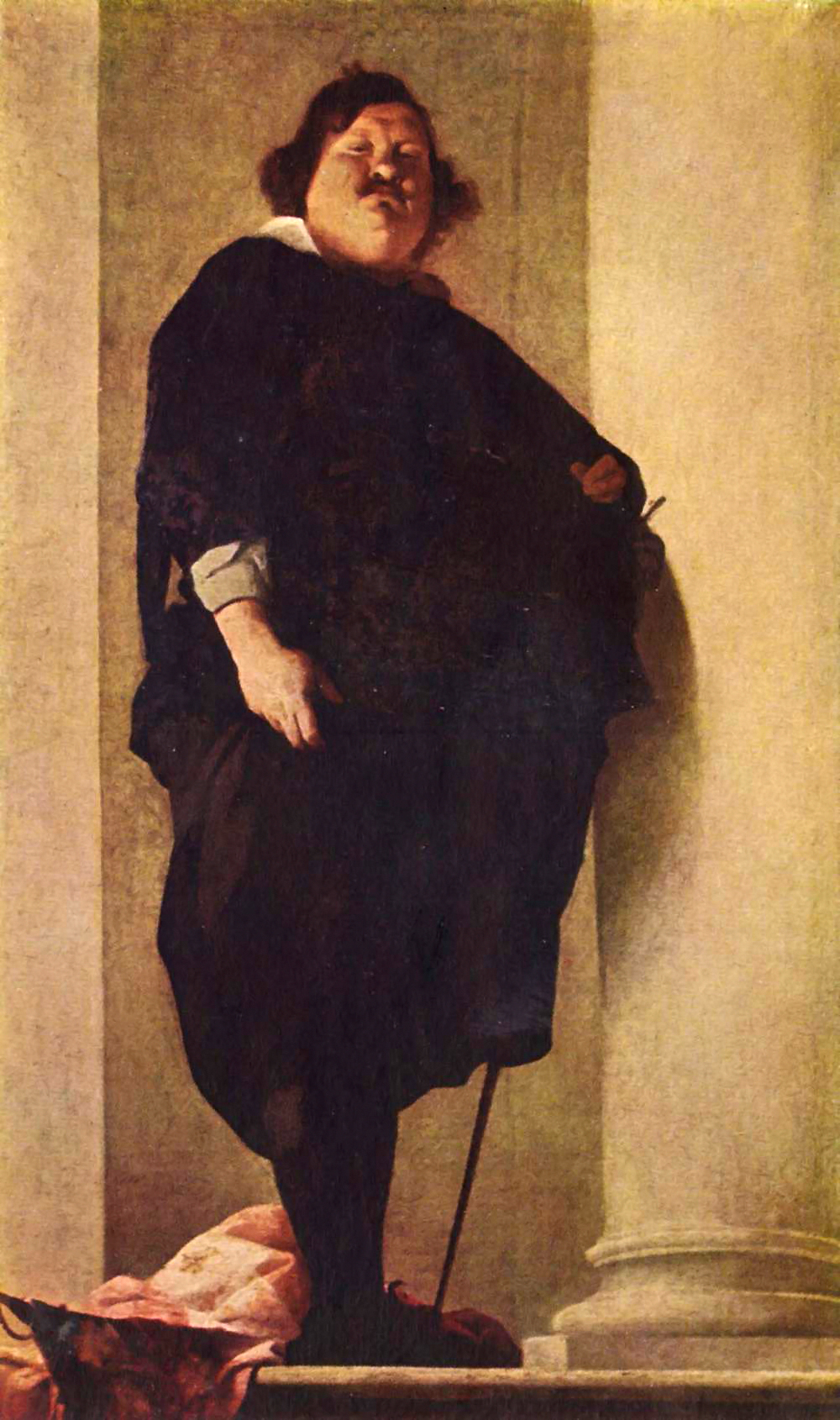
Durante a Idade Média e o Renascimento, a obesidade era muitas vezes vista como indicador de riqueza e relativamente comum entre as elites.

"Obesidade" tem origem no latim obesitas, que significa gordo ou corpulento. Ēsus é o particípio passado de edere (comer), com o prefixo ob (sobre). Os gregos foram a primeira civilização a reconhecer a obesidade enquanto transtorno de saúde. Hipócrates escreveu que "a corpulência não só é uma doença, como é o prenúncio de outras". O cirurgião indiano Sushruta (século VI a.C.) associou a obesidade à diabetes e às doenças cardiovasculares, recomendando a cura através de exercício físico.
Ao longo de grande parte da História, a humanidade lutou continuamente contra a escassez de alimentos, pelo que a obesidade foi considerada em vários períodos um sinal de prosperidade e riqueza. Muitas culturas viam a obesidade enquanto resultado de defeitos de caráter. Na comédia grega, o obesus era um glutão e uma personagem ridicularizada. Durante a época paleocristã, a gula era vista como um sete pecados capitais.
A obesidade foi particularmente comum entre as elites europeias durante a Idade Média e o Renascimento e nas civilizações do oriente asiático. Durante a revolução industrial constatou-se que o poder económico e militar dos países está intimamente relacionado com a força e o tamanho do corpo dos seus trabalhadores e soldados. O crescimento do IMC médio entre a população, desde o que hoje se considera um peso inferior ao normal até ao que agora se considera peso normal, contribuiu de forma significativa para o desenvolvimento das sociedades industrializadas. Ao longo de todo o século XIX, a média de altura e de peso entre a população do mundo ocidental aumentou de forma significativa. No século XX, à medida que a população ia atingindo o seu potencial genético em termos de altura, o peso começou a aumentar de forma superior à altura, tendo como consequência o aumento da prevalência de obesidade. No pós-guerra, o aumento de prosperidade nos países desenvolvidos fez com que a taxa de mortalidade infantil diminuísse. No entanto, à medida que o índice de massa corporal aumentou, as doenças renais e cardiovasculares foram-se tornando cada vez mais comuns.
Na cultura ocidental contemporânea, o excesso de peso é muitas vezes visto como pouco atrativo e a obesidade está associada a diversos estereótipos negativos. Em qualquer idade, as pessoas obesas enfrentam estigma social e podem ser alvo de bullying, preconceito e discriminação. No entanto, em diversas regiões africanas a obesidade ainda é vista como sinal de riqueza e bem-estar, situação que se tornou ainda mais comum desde o início da epidemia de VIH.

## Sociedade e cultura

### Saúde pública
A Organização Mundial de Saúde (OMS) antevê que a preocupação com o sobrepeso e a obesidade possa em breve sobrepôr-se a outras preocupações de saúde pública, como a subnutrição ou as doenças infecciosas, enquanto principal causa de problemas de saúde. A obesidade representa um problema de saúde pública devido à sua prevalência, custos e efeitos na saúde. As medidas de saúde pública procuram compreender e corrigir os fatores ambientais responsáveis pela prevalência cada vez maior de obesidade na população. As soluções apontadas procuram alterar os factores que provocam o consumo excessivo de energia e que inibem a atividade física, como por exemplo implementar refeições saudáveis nas escolas, restringir a publicidade a junk food dirigida a crianças, e diminuir o acesso a bebidas açucaradas na escolas. A nível do planeamento urbano têm sido realizados esforços no sentido de aumentar o acesso a parques e criar espaços pedestres.

### Impacto económico
No conjunto de todos os países europeus, a obesidade é a causa de 10 a 13% das mortes e estima-se que os custos diretos e indiretos com a doença correspondam a 2–8% da despesa em saúde. Os custos diretos e indiretos dos países União Europeia com a obesidade, em 2002, foram superiores a 32,8 mil milhões de euros. No mesmo ano, em Portugal, o custo direto da obesidade foi estimado em 297 milhões de euros (2,5% da despesa total em saúde), valor a que acrescem os custos indiretos de cerca de 200 milhões de euros.
Nos Estados Unidos, estima-se que em 2005 as despesas médicas devidas à obesidade tenham correspondido a 190,2 mil milhões de dólares, valor que representa 20,6% do total em despesas de saúde desse ano. enquanto que no Canadá o custo da obesidade foi estimado em 2 mil milhões de dólares canadianos em 1997 (2,4% dos custos totais). Nos Estados Unidos, estima-se que a despesa anual em produtos dietéticos seja um valor entre 40 e 100 mil milhões de dólares.
Os programas de prevenção da obesidade reduzem o custo do tratamento de doenças relacionadas com a obesidade. No entanto, o aumento da esperança de vida leva a custos económicos com outras doenças, pelo que os investigadores concluem que embora a redução da obesidade possa melhorar a saúde pública, é pouco provável que haja redução na despesa total em saúde.
A obesidade pode levar ao estigma social e desvantagens no emprego. Alguns estudos verificaram que as pessoas obesas têm menos probabilidades de serem contratadas para um emprego ou de serem promovidas. As pessoas obesas também recebem, em média, ordenados inferiores às pessoas de peso normal para o mesmo posto de trabalho. As mulheres obesas ganham, em média, 6% menos e os homens 3%. Quando comparados com pessoas de peso normal, os trabalhadores obesos têm, em média, maiores taxas de absentismo do trabalho e maior número de baixas médicas, o que aumenta os custos para os empregadores e diminuiu a produtividade. Um estudo verificou que as pessoas com um IMC superior a 40 kg/m2 acionavam duas vezes mais seguros de trabalho e tinham doze vezes mais faltas ao trabalho em comparação com o grupo com IMC de 18,5–24,9 kg/m2. As lesões mais comuns neste grupo deviam-se a quedas ou esforços, afetando principalmente os membros inferiores, pulsos, costas e mãos.
A obesidade também tem impacto económico em setores específicos. Por exemplo, devido ao crescimento da taxa de obesidade, as companhias de aviação têm encargos com combustível cada vez maiores e pressão para aumentar o tamanho dos bancos. Em 2000, o custo acrescido dos passageiros obesos foi estimado em 275 milhões de dólares.  Os prestadores de cuidados de saúde também se vêm obrigados a investir em equipamento especial para pacientes com obesidade grave, como por exemplo equipamento elevatório específico ou âmbulâncias bariátricas. Com a classificação da obesidade como doença crónica, pensa-se que as companhias de seguros apresentem maior abertura para cobrir o tratamento, aconselhamento e cirurgia relacionados com a obesidade, e que diminuam os custos com a investigação e desenvolvimento de fármacos ou terapias genéticas caso sejam compartcipados. No entanto, esta classificação não é obrigatória em termos de legislação, pelo que as seguradoras têm o direito de rejeitar a cobertura para este tipo de tratamento.

### Aceitação

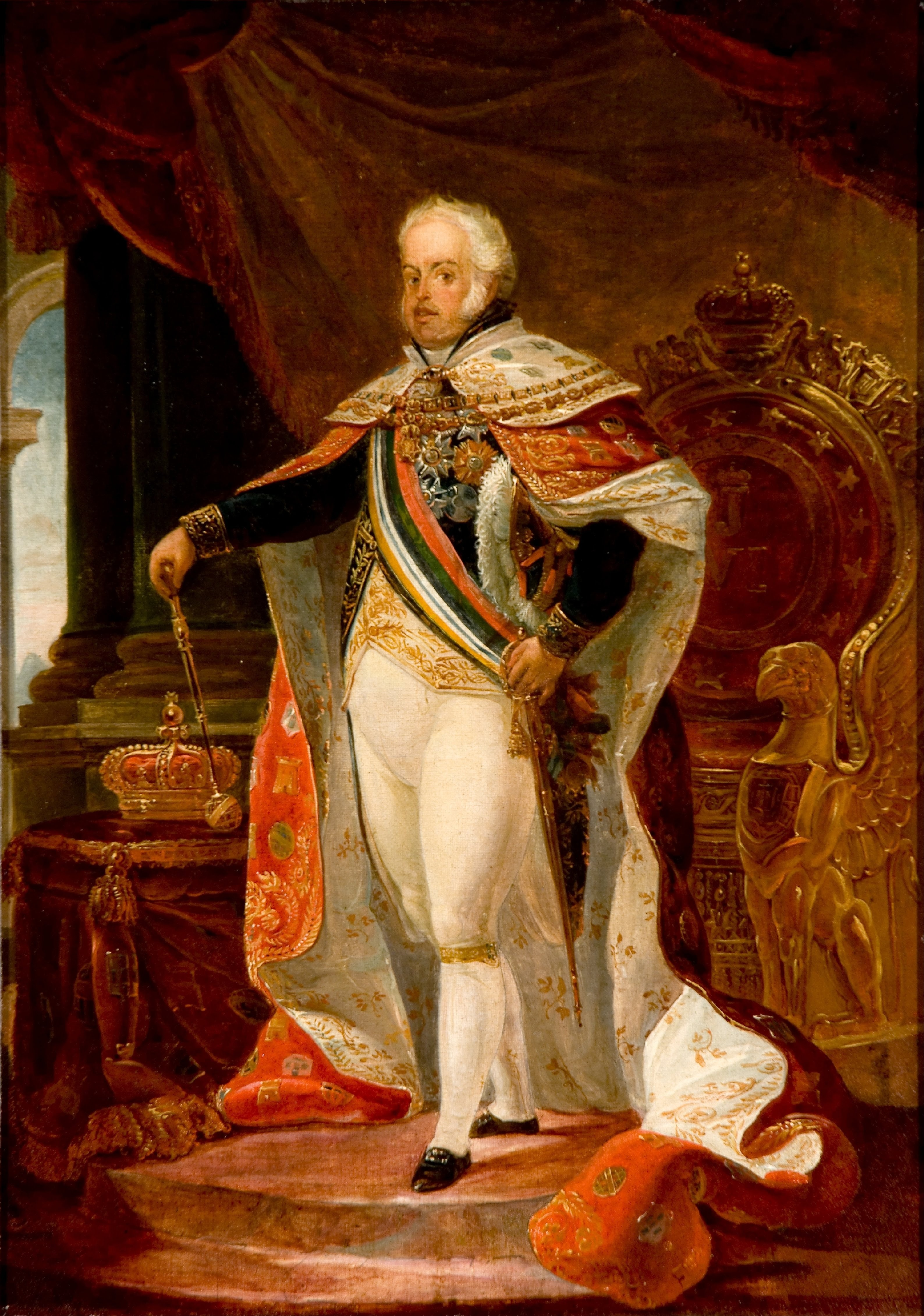
O rei D. João VI de Portugal era muitas vezes ridicularizado devido à sua obesidade.

Existem diversas organizações que promovem a aceitação da obesidade, as quais se tornaram mais proeminentes a partir da segunda metade do século XX. A principal causa do movimento pró-obesidade é diminuir a discriminação em relação às pessoas obesas ou com sobrepeso. Estes grupos muitas vezes defendem o reconhecimento da obesidade enquanto invalidez. No entanto, alguns setores dentro do movimento também tentam questionar a relação estabelecidade entre a obesidade e os efeitos nocivos que provoca na saúde.

### Representação na arte

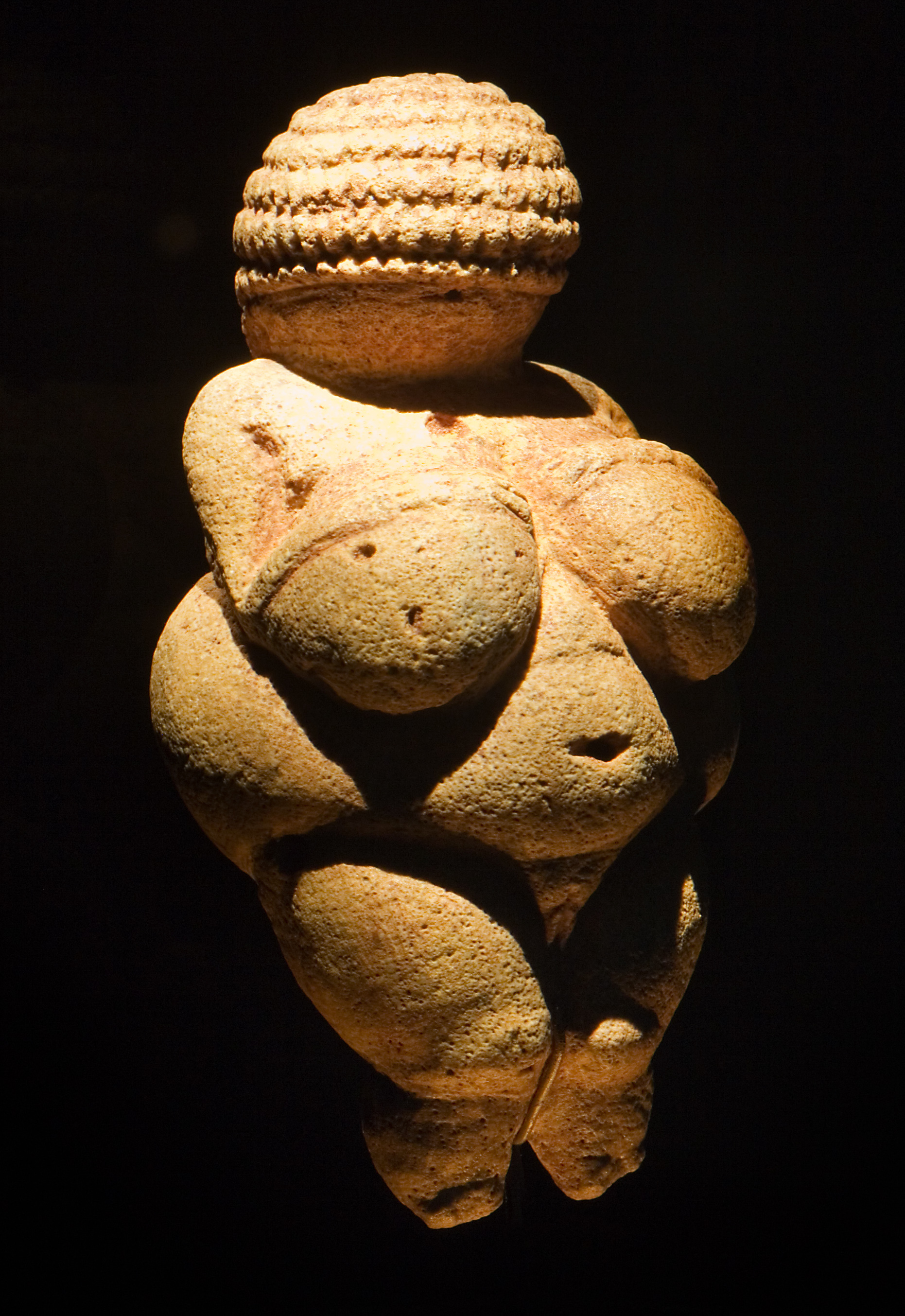
Vénus de Willendorf, c. 24000–22000 a.C.

As primeiras representações escultóricas do corpo humano, realizadas há 20 000–35 000 anos, representam mulheres obesas. Alguns historiadores atribuem estas estatuetas de Vénus à tendência para enfatizar a fertilidade, enquanto que outros alegam que possam representar a obesidade das pessoas na época. No entanto, este tipo de corpulência não se observa na arte grega ou romana, provavelmente em função dos ideais de moderação destas civilizações. Esta ausência verifica-se também ao longo de grande parte da arte cristã europeia, onde grande parte dos obesos representados correspondiam a pessoas de estratos socioeconómicos inferiores. Durante o Renascimento, alguns elementos da aristocracia europeia começam a ostentar a sua corpulência, como pode ser observado nos retratos de Henrique VIII. Rubens pintava com frequência retratos de corpo inteiro de mulheres obesas, facto que está na origem do termo "rubenesco". Durante o século XIX a perspetiva ocidental sobre a obesidade alterou-se profundamente. Após vários séculos em que a obesidade era vista como sinónimo de riqueza e estatuto social, a norma social desejável passou a ser a magreza.

## Obesidade infantil
No século XXI, a obesidade infantil atingiu proporções epidémicas, com taxas em ascensão tanto nos países desenvolvidos como nos países em vias de desenvolvimento. Por exemplo, a taxa de obesidade entre crianças do sexo masculino no Canadá subiu de 11% na década de 1980 para mais de 30% na década de 1990. No Brasil, no mesmo período, a taxa de obesidade infantil aumentou de 4 para 14%.
Tal como no caso dos adultos, existem diversos factores que contribuem para o recente aumento da obesidade infantil. Acredita-se que as alterações dietéticas e a cada vez menor atividade física sejam as duas causas mais relevantes. Uma vez que em muitos casos a obesidade infantil persiste na fase adulta e está associada a diversas doenças crónicas, as crianças com obesidade são frequentemente examinadas com o intuito de diegnosticar hipertensão arterial, diabetes, hiperlipidemia e fígado gorduroso. O tratamento em crianças passa sobretudo por intervenções ao nível do estilo de vida e técnicas de comportamento, embora as tentativas de fazer aumentar a atividade física em crianças tenham geralmente pouco êxito. Não se encontra aprovada medicação para este grupo etário.

## Noutros animais
A obesidade em animais de estimação é relativamente comum em diversos países. Por exemplo, as taxas de sobrepeso e de obesidade em cães nos Estados Unidos variam entre 23 e 41%, sendo 5,1% obesos. No caso dos gatos, a taxa de obesidade era ligeiramente superior a 6,4%. O risco de obesidade em cães está relacionado com o facto dos seus donos serem ou não obesos, embora não se verifique esta relação no caso dos gatos.